# 早稲田奉仕園
公益財団法人早稲田奉仕園（わせだほうしえん、英語: Waseda Hoshien）は、キリスト教精神に基づく学生寮『友愛学舎』と、キリスト教の『早稲田奉仕園信交協会』（早稲田教会の前身）が源流であり100年以上の歴史がある施設である。現在は国際学生センターと教会、キリスト教関係の団体・企業などが敷地内に多数ある。

## 概要
早稲田奉仕園は、エキュメニカルな立場から学生寮事業、奨学金事業、国際交流プログラム事業、セミナーハウス事業などを行っている。園内には、学生寮である『友愛学舎』や『国際学舎』のほか、歴史的建造物である赤煉瓦造りの『スコットホール（礼拝堂・講堂）』があり、早稲田教会が礼拝を捧げている。
『友愛学舎』は、創設者で主宰者のベニンホフ師が、自派の宣教に終始するような偏狭さから免れていたことから、キリスト教に関心を持つ、主に早稲田大学の学生たちの知的・倫理的啓発の場として発展し、歴史を繋いできた。友愛学舎の舎章は、「友のために自分の命を捨てること、これ以上に大きな愛はない」（ヨハネによる福音書15章13節）である。東京YMCAが運営する山手学舎や公益財団法人早稲田大学YMCAが運営する信愛学舎とは兄弟寮である。
早稲田奉仕園構内には、結婚式場アバコブライダルホール、録音スタジオであるアバコクリエイティブスタジオ、日本キリスト教協議会、日本基督教団などのキリスト教関係の団体・施設やNGOも所在する。
早稲田大学と協力して、1935年に早稲田国際学院を設立したのを始め、近年も留学生寮を開設するなど、早稲田大学の国際化の一翼を担っている。戦時中には、早稲田大学理工学部石油工学科も置かれていた。また、早稲田奉仕園は、早稲田大学バレーボール部発祥の地としても知られている。（#早稲田大学バレーボール部発祥の地を参照）

## 沿革

### 略歴
早稲田奉仕園は、1908年（明治41年）に早稲田大学の創始者大隈重信が、米国バプテスト教会の宣教師ベニンホフ（Dr. Harry Baxter Benninghoff）に依頼して開設された学生寮『友愛学舎』が始まりである。
前年1907年（明治40年）に来日したベニンホフは、東京・市ヶ谷にあった東京学院バプテスト神学校の教師となるが、1908年に早稲田大学の学生であった三浦梧捌楼（みうら ごはちろう）の願いを受け入れ、築地の外国人居留地にあったベニンホフの自宅で、早稲田大学の学生を集め、英語や聖書を教える教室『3Lクラブ』を開く。
ベニンホフは、学生たちを通して、早稲田大学教授で、日本における野球振興に貢献したことでも知られる安部磯雄と知り合う。安部との親交を通じて、ベニンホフは早稲田大学の講師となり、大隈重信と出会うこととなった。
大隈は、「早稲田大学の学生のため、アメリカの大学生と同じような生活を味わえる環境をつくってほしい」と依頼し、ベニンホフは依頼に応えるためには、まず学生寮（寄宿舎）を作ることだと考えた。安部磯雄の助言も得て、早稲田大学近くの鶴巻町に当時あったYMCAの学生寮を譲り受け、新しい学生寮を発足させることにしたが、これがベニンホフ命名の『友愛学舎』であり、開舎式が1908年11月3日に行われた。ベニンホフがめざしたものは、人を愛し人に仕えることのできる人間、広く国際的視野に立つ青年の教育であった。また、安部はのちに奉仕園の初代理事長に就任している。
1911年には、ベニンホフは、より多くの学生を受け入れるため、場所を牛込弁天町に移し、新しい友愛学舎のほかに、集会室、宣教師館、テニスコートなどを備えた学生センターを建設する。
1917年に、『信交協会』（早稲田教会の前身）が創設され、総体が『奉仕園』と名付けられた。同年、ベニンホフは東京女子大学の初代理事長にも就任。この頃、生涯を早稲田奉仕園の捧げた向谷容堂が友愛学舎に入舎した。
1920年に、ベニンホフは、さらに大きな学生センターの建設を目指し、現在の早稲田奉仕園がある場所に約2400坪の土地を購入し、友愛学舎、宣教師館を建設していくこととなった。
翌1921年に、米国バプテストのJ.E.スコット夫人の寄付により『スコットホール（礼拝堂・講堂）』が完成すると、信交協会がスコットホールに移動し、同年1月に献堂式が行われた。寮を含めた学生活動センターも完成した。スコットホールは、ヴォーリズ建築事務所の設計原案に基づき、早稲田大学の内藤多仲と今井兼次が設計したとされており、東京都から歴史的建造物に選定されている
1923年、関東大震災を機に、活動拠点を早稲田に集中し、総体として『早稲田奉仕園』と称することとなった。震災で早稲田大学旧大講堂が崩壊したため、現・大隈講堂が竣工するまでの間、スコットホールは早稲田大学の学生の集会にしばしば利用された。
1935年には、奉仕園2代目理事長で、早稲田大学理工学部長を務めた山本忠興の働きにより、早稲田大学と協力して園内に『早稲田国際学院』を開校。山本は学院長に就任した。国際学院は、日系2世や留学生のための日本語教育を行い、1945年3月の閉校までの10年間に世界22か国から約千数百名の学生が学んだ。
1941年3月に日米関係悪化のためベニンホフが帰国し、戸山ヶ原の陸軍施設に隣接する早稲田奉仕園は軍の接収の対象となるが、理事長の山本忠興が機知を働かせ、奉仕園を存続させるため尽力する。山本は、1942年に早稲田奉仕園の土地建物を早稲田大学に譲渡し、そこに軍の要求の応える名目で『早稲田大学理工学部石油工学科』を新設したのであった。また設立には、応用化学科に所属していた村井資長、山本研一、大坪義雄が主となって尽力した。スコットホールが教室として使用され、研究室は別棟で新築された。
太平洋戦争後の1947年に、宣教師のフリデール(Wilbur FRIDELL, 1921-1994)が来日し、学生活動が再開する。1949年4月1日に早稲田大学と基督教新生社団（日本バプテスト伝道社団の後身）の間で、早稲田奉仕園の土地・建物（1943年／昭和18年1月取得）の返還契約が締結され、1954年3月31日に土地・建物が旧所有者である基督教新生社団へ返還された。こうした戦後の早稲田奉仕園の復興期には、キリスト教徒であった島田孝一が早稲田大学総長（第6代）を務め、復興を支援した。
1968年には村井資長が早稲田奉仕園第6代理事長の就任。エキュメニズムによる『日本キリスト教会館』建設に協力し、土地を一部売却した。その関係で早稲田奉仕園の構内に日本キリスト教協議会や日本基督教団、アバコなど多くのキリスト教関係の組織やNGOが事務所を置いている。1970年にベニンホフ記念館を建て、『友愛学舎』を移転し、建物1階でセミナーハウス事業開始。1985年に早稲田大学との協力事業として留学生寮『国際学舎』を開設し、留学生受け入れ事業が本格化する。
1998年には早稲田大学元総長（第14代）の奥島孝康が早稲田奉仕園第7代理事長に就任した。2004年に『国際友愛学舎』が完成し、全150室を超える学生寮となり、2008年に創立100周年を迎えた。2022年現在の理事長は、早稲田大学元副総長で、国際教養学部創設に尽力し初代学部長であった内田勝一が務めている。
奉仕園OBには学会や教育界で活躍する人材が圧倒的に多いが、1919年の入会者名簿には、リトアニアで数千人のユダヤ難民を救った杉原千畝の名前も記されている。

### 早稲田大学バレーボール部発祥の地
早稲田大学バレーボール部は、早稲田奉仕園創設者であるベニンホフの理解の下、1931年（昭和6年）早稲田奉仕園排球部と呼称する任意団体として創部した。1934年（昭和9年）に、体育会公認の排球部となった。1939年（昭和14年）大隈庭園西側に専用コートが出来るまで、奉仕園をホームコートとして練習に励んだ。現在、奉仕園内には早稲田大学バレーボール部発祥の地記念碑が建てられている。

## 施設
早稲田奉仕園の施設概要を示す。

### スコットホール
- スコットホール（礼拝堂・講堂）は、大正時代の洋風建築で東京都選定歴史的建造物であり[23]、早稲田教会が所在している[2]。ホールは教会の礼拝堂としてだけでなく、結婚式、音楽コンサート、会議場、地域の諸集会やイベント、映画やテレビドラマの撮影など様々な用途に使われている[24]。
- 建物は、1921年（大正10年）に竣工したが、ベニンホフと親交のあったヴォーリズ建築事務所が設計原案を作成し、早稲田大学の内藤多仲教授研究室が施工監理を行い、同研究室の今井兼次助教授（当時）が担当者となって設計を完成させ、 竹田米吉店が施工を行った[25][26]。

### 奉仕園会館
- 友愛学舎（男女大学学部生寮）

友愛学舎は多くの人材を輩出し、例えば児童文学者の坪田譲治、ソニー創業者の一人である井深大、早稲田大学の総長（第8代）となった阿部賢一も寄宿していた。
- You-Iホール
- リバティホール

### 国際友愛学舎
- 国際学舎（留学生寮）

## 事業
『早稲田奉仕園は創設以来、キリスト教精神に基づき、国際的な視野に立って社会を洞察し、他者と共に生きる人間形成の場としての働きをしている』
以下、財団法人早稲田奉仕園の事業の概要を示す。

### 奨学金事業
学生向けの育英奨学金事業をおこなっている。
- 財団法人（育英奨学）である。

### セミナーハウス事業
会議室、ホールがあり、スコットホールも含め時間貸で借りることができる（有料）。スチール・動画撮影やスコットホールギャラリーなど多用途での利用が可能ある。

### 留学生寮事業
早稲田大学との共同事業として留学生寮を運営している。
- 早稲田奉仕園会館
- 国際友愛学舎

### 国際交流事業
以下の講座を開催している。
- 英語講座
- アジア語学講座

中国語、朝鮮語（韓国語）、タイ語、ラオス語、ベトナム語、クメール語（カンボジア語）、ヒンディー語、ベンガル語、モンゴル語
- 日本語教授講座

### プログラム事業
学生・社会人向けのプログラムを運営している。
- 学生サークル・青年プログラム
- 学生ボランティア、社会人ボランティア

## 日本基督教団早稲田教会
早稲田奉仕園信交協会（後の早稲田教会）は、前述のようにベニンホフの指導によるバプテスト教会であったが、1941年のプロテスタント諸教派の日本基督教団への教会合同により、現在は日本基督教団早稲田教会として、スコットホールでの礼拝や教会学校、聖書教室などの活動している。

## 早稲田奉仕園内にあるキリスト教団体
財団法人早稲田奉仕園とは別組織であるが、多数のキリスト教団体が早稲田奉仕園の『日本キリスト教会館』と『アバコビル』内にある。
これらはキリスト教の団体として関係があり、たとえば早稲田教会は正午礼拝（ヌーン・サービス）を、早稲田奉仕園との協同プログラムとして開催し、早稲田奉仕園内にあるキリスト教団体で働く人々や地域の人々が参加して聖書の『みことば』に耳を傾けている。

### 日本キリスト教協議会（NCC）
日本キリスト教協議会（NCC）、NCC教育部、NCC女性委員会

### 日本基督教団
日本基督教団、日本基督教団・出版局、日本基督教団・東京教区事務所、日本基督教団・全国教会婦人会連合

### 日本バプテスト同盟
日本バプテスト同盟、日本バプテスト同盟・東京平和教会

### 在日大韓基督教会
- 在日大韓基督教会（KCCJ）[33]
- 在日韓国人問題研究所（RAIK）[34]

### 日本キリスト教会館
日本キリスト教会館には、上記の団体のほかに下記のキリスト教関係の組織とNGOがある。
- 日本キリスト者医科連盟（JCMA）[35]
- 社団法人 日本キリスト教海外医療協力会（JOCS東京事務局）[36]
- 日本盲人キリスト教伝道協議会（盲伝）[37]
- キリスト教学校教育同盟[38]
- 社団法人 キリスト教保育連盟[39]、キリスト教保育連盟関東部会
- 特定非営利活動法人 アジアキリスト教教育基金（ACEF）[40]
- 公益財団法人日本クリスチャン・アカデミー[41]
- 在日本インターボード宣教師社団
- 基督教新生社団
- 公益財団法人東京YMCA本部事務局[42]

### アバコ（AVACO）
- キリスト教視聴覚センター（AVACO：Audio visual activities commission）[19]
1949年に日本キリスト教協議会（NCC）の『キリスト教の伝道と社会のために、視聴覚を効果的に利用する方法を研究し、そのための指導、助成、制作などを行う』方針により作られた団体で、1955年に財団法人になり、2013年、一般財団法人に移行した。1958年からは、ラジオ番組『こころの友』を制作していた。また、『録音聖書』などを制作し、1978年にはマルティン・ルターを題材とした日本ルーテル教会のテレビCM（60秒）を日本ルーテル・アワーと協力して製作している[43]。2019年1月1日付けで日本聖書協会と合併し、日本聖書協会の一セクションとなる。現在の正式名称は「一般財団法人日本聖書協会 キリスト教視聴覚センター」である。

以下の関連企業を内包している。
- 株式会社アバコスタジオ[7]（旧：株式会社アバコクリエイティブスタジオ[44]）
貸録音スタジオならびに番組制作会社。1982年、「株式会社アバコクリエイティブスタジオ」として設立。アバコビル内に4つの録音スタジオを持つ。特に301スタジオは、日本最大級の録音スタジオであり、60人のフルオーケストラも録音可能である。多くの音楽やアニメがこの地で生み出されている。2018年6月30日付けで、旧法人である株式会社アバコクリエイティブスタジオを解散。同年7月1日、新規法人「株式会社アバコスタジオ」に全業務を移管して再スタートした。
- 株式会社アバコ撮影スタジオ[45]
映像撮影用のスタジオ。1980年設立。川崎市宮前区の『宮前スタジオ』と『さぎ沼スタジオ』がある。
- 株式会社アバコブライダルホール（Villa Felice、ヴィラ・フェリーチェ）[6]
アバコブライダルホールは結婚式場・披露宴会場であり、希望すれば同一敷地内にある早稲田教会（スコットホール)で本格的なキリスト教会式の挙式をあげることもできる。スコットホールは伝統ある赤煉瓦造り外観と厳粛な雰囲気があり、聖歌隊の合唱など教会結婚式のイメージそのままである。また、平日のランチバイキングも有名。
- アバコブックセンター[46]
キリスト教関係書籍等の通信販売。1991年設立。
- 葦のかご教会 - 日本基督教団東京教区所属の教会。

## NGO
早稲田奉仕園は、NGOの支援に力をいれており、いくつかのNGOは園内に事務所を置いている。また、ピースボートやシャプラニールなどのNGOは『早稲田奉仕園と言う場所から生まれた』と言われている。
早稲田奉仕園内にあるキリスト教以外のNGO/NPO
- 国際協力NGOセンター（JANIC）[49]
- シャプラニール東京事務所（Shaplaneer）[50]
- 女たちの戦争と平和資料館（wam）

## 所在地・アクセス
- 所在地：東京都新宿区西早稲田二丁目3-1・3-18
東京メトロ東西線早稲田駅から徒歩5分[5][29][51][52][53]